# Ernest Erbstein
Ernest Egri Erbstein, węg. Ernő Egri Erbstein (ur. 13 maja 1898 w Nagyvárad, Austro-Węgry, zm. 4 maja 1949 na wzgórzu Superga, Włochy) – węgierski piłkarz pochodzenia żydowskiego, grający na pozycji pomocnika, trener piłkarski.

## Kariera piłkarska
W 1915 rozpoczął karierę piłkarską w Budapesti AK. Latem 1924 wyjechał do Włoch, gdzie został piłkarzem Olympia Fiume. W następnym roku przeszedł do ACIVI. W 1926 przeniósł się za ocean do amerykańskiego Brooklyn Wanderers, w którym zakończył karierę piłkarza w roku 1928.

## Kariera trenerska
Po zakończeniu kariery piłkarskiej rozpoczął karierę szkoleniową. Najpierw w sezonie 1927/28 trenował włoski Fidelis Andria. Potem prowadził kluby Bari, Nocerina, Cagliari Calcio i Lucchese.
Latem 1938 roku stał na czele Torino FC. Ale po rozpoczęciu II wojny światowej, ponieważ jednak był Żydem, zmuszony został wrócić na Węgry. Po zakończeniu wojny powrócił do Torino, był jednym z twórców najbardziej znanych cudów włoskiego futbolu – turyńskiego zespołu, nazwanego później Grande Torino (Wielkie Torino). Erbstein (jako dyrektor techniczny) wraz z Anglikiem Leslie Lievesley (jako trener) wspólnie kierowali zespołem w sezonie 1948/1949.

## Śmierć
4 maja 1949 roku na wzgórzu Superga w okolicach Turynu doszło do katastrofy lotniczej z wracającymi z towarzyskiego meczu z Benficą piłkarzami Torino na pokładzie. Zginęli wszyscy pasażerowie, niemal cała drużyna, w tym Ernest Erbstein.

## Sukcesy i odznaczenia

### Sukcesy trenerskie
Torino
- mistrz Włoch: 1948/49